# Isengard von Hanau
Isengard von Hanau war eine Tochter von Reinhard I. von Hanau (* um 1225; Ersterwähnung: 1243; † 20. September 1281) und dessen Frau, Adelheid von Münzenberg († um 1291), Tochter Ulrichs I. von Hagen-Münzenberg.
Isengard war ab 1265 mit Graf Gerhard II. von Weilnau (nachgewiesen zwischen 1265 und 1287) verheiratet und ist ebenfalls ab diesem Zeitpunkt nachgewiesen. Aus der Ehe gingen hervor:
1. Heinrich V.[1] (nachgewiesen ab 1281; † 1342), verheiratet mit Mechtild von Isenburg-Grenzau (nachgewiesen 1303–1342)
2. Reinhard (nachgewiesen 1282–1344), zunächst geistlich, später verheiratet mit Margaretha von Salza (nachgewiesen 1328–1365)
3. Elisabeth (nachgewiesen ab 1331; † 1365), verheiratet mit Konrad von Trimberg (nachgewiesen 1324–1369)
4. Gerhard (erwähnt 1305), Abt des Klosters Arnstein